# Alborz (ort i Markazi)
Alborz (persiska: البرز) är en ort i Iran.   Den ligger i provinsen Markazi, i den centrala delen av landet, 260 km sydväst om huvudstaden Teheran. Alborz ligger 1 848 meter över havet och antalet invånare är 198.
Terrängen runt Alborz är varierad.Runt Alborz är det ganska tätbefolkat, med 54 invånare per kvadratkilometer. Närmaste större samhälle är Bāzneh, 19,0 km sydost om Alborz. Trakten runt Alborz består till största delen av jordbruksmark.